# Schizochroa plesiomorphica
Schizochroa plesiomorphica är en tvåvingeart som beskrevs av Willi Hennig 1969. Schizochroa plesiomorphica ingår i släktet Schizochroa och familjen Aulacigastridae.
Artens utbredningsområde är Peru. Inga underarter finns listade i Catalogue of Life.